# New York Film Festival

Logo des Festivals

Das New York Film Festival wurde 1963 von den Filmwissenschaftlern Richard Roud und Amos Vogel gegründet und ist neben dem 1957 gegründeten San Francisco International Film Festival das älteste und renommierteste internationale Filmfestival der Vereinigten Staaten. Die Filme werden von der im New Yorker Lincoln Center beheimateten Film Society of Lincoln Center ausgewählt. Das Festival ist nicht wettbewerbsorientiert.